# Shay Spitz
Pour les articles homonymes, voir Spitz.
 (septembre 2018).
Si vous disposez d'ouvrages ou d'articles de référence ou si vous connaissez des sites web de qualité traitant du thème abordé ici, merci de compléter l'article en donnant les références utiles à sa vérifiabilité et en les liant à la section « Notes et références ».
Shay Phillip Spitz, né le 27 janvier 1988 à Hong Kong, est un footballeur néo-zélandais. Spitz est également titulaire de la citoyenneté américaine, pays qu'il a représenté au sein de la sélection américaine de beach soccer.

## Biographie
Shay Spitz évolue aux États-Unis, en Australie, et à Hong Kong.
Il inscrit trois buts en troisième division américaine (USL) en 2013, puis à nouveau trois buts dans ce championnat en 2014.

## Palmarès
- Finaliste de la Coupe de Hong Kong en 2019 avec le Southern District